# 1988
- Wikisource

| Calendário gregoriano                                                        | 1988 MCMLXXXVIII                     |
| Ab urbe condita                                                              | 2741                                 |
| Calendário arménio                                                           | 1438 – 1439                          |
| Calendário bahá'í                                                            | 144 – 145                            |
| Calendário budista                                                           | 2532                                 |
| Calendário chinês                                                            | 4684 – 4685 Início a 17 de fevereiro |
| Calendário copta                                                             | 1704 – 1705                          |
| Calendário etíope                                                            | 1980 – 1981                          |
| Calendários hindus - Vikram Samvat - Calendário nacional indiano - Cáli Iuga | 2043 – 2044 1909 – 1910 5088 – 5089  |
| Calendário Holoceno                                                          | 11988                                |
| Calendário islâmico                                                          | 1409 – 1410                          |
| Calendário judaico                                                           | 5748 – 5749 Início a 12 de setembro  |
| Calendário persa                                                             | 1366 – 1367 Início a 21 de março     |
| Calendário rúnico                                                            | 2238                                 |
| Calendário solar tailandês                                                   | 2531                                 |

1988 (MCMLXXXVIII, na numeração romana) foi um ano bissexto do século XX que começou numa sexta-feira, segundo o calendário gregoriano. As suas letras dominicais foram CB. A terça-feira de Carnaval ocorreu a 16 de fevereiro e o domingo de Páscoa a 3 de abril. Segundo o horóscopo chinês, foi o ano do Dragão, começando a 17 de fevereiro.

| Evento                                                   | Data            | Hora  |
| -------------------------------------------------------- | --------------- | ----- |
| Aquário                                                  | 20 de janeiro   | 20:25 |
| Peixes                                                   | 19 de fevereiro | 10:36 |
| primavera no hemisfério norte e outono no hemisfério sul |                 |       |
| Carneiro/equinócio                                       | 20 de março     | 09:39 |
| Touro                                                    | 19 de abril     | 20:45 |
| Gémeos                                                   | 20 de maio      | 19:57 |
| verão no hemisfério norte e inverno no hemisfério Sul    |                 |       |
| Caranguejo/solstício                                     | 21 de junho     | 03:57 |
| Leão                                                     | 22 de julho     | 14:52 |
| Virgem                                                   | 22 de agosto    | 21:55 |
| Outono no Hemisfério Norte e Primavera no Hemisfério Sul |                 |       |
| Balança/equinócio                                        | 22 de setembro  | 19:29 |
| Escorpião                                                | 23 de outubro   | 04:45 |
| Sagitário                                                | 22 de novembro  | 02:12 |
| inverno no hemisfério norte e verão no hemisfério sul    |                 |       |
| Capricórnio/solstício                                    | 21 de dezembro  | 15:28 |

| UTC: Portugal Continental, Madeira, Guiné-Bissau e São Tomé e Príncipe Subtrair (-): 1 h nos Açores e Cabo Verde 2 h nas Ilhas oceânicas brasileiras 3 h em Brasília, em Goiás, na Amazônia Oriental Brasileira e no nordeste, sudeste e sul brasileiros 4 h na Amazônia Ocidental Brasileira, Mato Grosso e Mato Grosso do Sul 5 h no Acre e sudoeste do Amazonas Adicionar (+): 1 h em Angola e Guiné Equatorial 2 h em Moçambique 8 h em Macau 9 h em Timor-Leste. |
| Adicionar uma hora durante a vigência do horário de verão: Portugal Continental : De 27 de março a 25 de setembro de 1988 |

| Ano completo                          |
| ------------------------------------- |
| Ano bissexto com início à sexta-feira |

## Eventos

### Janeiro
- 21 de janeiro - Nasce o youtuber brasileiro Felipe Neto.[1]

### Fevereiro
- 7 de fevereiro - O Sport se torna Campeão Brasileiro de 1987.[2]

### Abril
- 13 de abril - O município de Terra de Areia (RS) é emancipado, através da Lei Estadual nº 8 561.[3]

### Maio
- 10 de maio - Fundação do município paraense de Parauapebas.
- 11 de maio - O município de Ibicuitinga (CE) é emancipado, através da lei estadual n° 11 436 do dia 11 de maio de 1988.
- 13 de maio - Centenário da Abolição da Escravatura no Brasil.
- 25 de maio - Final da Taça dos Clubes Campeões Europeus de 1987/88. O PSV Eindhoven e o Benfica empataram em 0 x 0, porém o time holandês venceu por 6 x 5 na decisão por pênaltis e sagrou-se campeão europeu.

### Junho
- 25 de junho
  - Fundação do Partido da Social Democracia Brasileira.
  - A Holanda derrota a União Soviética por 2 x 0 na final do Campeonato Europeu de Futebol de 1988 sediado na Alemanha e é campeã europeia.
- 30 de junho - Os arcebispos católicos Dom Marcel Lefebvre e Dom Antônio de Castro Mayer realizaram, sem a autorização do Papa, a sagração de quatros novos bispos para a Fraternidade Sacerdotal de São Pio X na cidade suíça de Écône - resultando na excomunhão automática de todos os envolvidos.
  - Morreu o apresentador Chacrinha.[4]

### Agosto
- 9 de agosto - Morreu o ator mexicano Ramón Valdés.[5]
- 14 de agosto - Morreu o automobilista Enzo Ferrari.[6]
- 28 de agosto - Desastre do show aéreo de Ramstein: três aeronaves da equipe de demonstração da Frecce Tricolori colidem e os destroços caem na multidão. Setenta e cinco são mortos e 346 ficam gravemente feridos.

### Setembro
- 17 de setembro - Abertura dos Jogos Olímpicos de Verão de 1988, sediados em Seul.[7]
- 22 de setembro - É criado o Sistema Único de Saúde (SUS).
- 30 de setembro - Aurélio Miguel ganha a primeira medalha de ouro olímpica no judô.[8]

### Outubro
- 1 de outubro - A União Soviética conquistou a medalha de ouro no futebol em sua última participação numa olimpíada. A prata ficou com o Brasil.
- 5 de outubro - Promulgação da Constituição Brasileira de 1988.
- 26 de outubro - O Nacional venceu o Newell's Old Boys na final da Copa Libertadores da América e foi o campeão.[9]
- 30 de outubro - Ayrton Senna torna-se campeão mundial de Fórmula 1 pela primeira vez.

### Novembro
- 8 de novembro - Eleições Presidenciais nos Estados Unidos. O Republicano e Vice-presidente George H.W. Bush é eleito Presidente dos Estados Unidos maioria dos votos derrotando o Democrata Michael Dukakis.
- 15 de novembro - Primeiro e único lançamento do ônibus espacial soviético Buran.
- 22 de novembro - Assassinato de Gordon Church

### Dezembro
- 2 de dezembro - Sai das linhas de montagem o último exemplar do Volkswagen Passat.[10]
- 11 de dezembro - Final da Copa Europeia/Sul-Americana, entre Nacional e PSV Eindhoven. Sagrou-se campeão mundial pela terceira vez.[11]
- 21 de dezembro - o Voo 103 da Pan Am que ia de Londres a Nova Iorque explode sobre Lockerbie na Escócia matando todos seus 259 ocupantes e mais 11 pessoas em terra em um atentado terrorista.
- 22 de dezembro - O líder sindical seringalista, Chico Mendes, é assassinado a tiros na porta de sua casa, em Xapuri, Acre.
- 31 de dezembro - o barco de turismo Bateau Mouche IV, afunda na Baía de Guanabara, Rio de Janeiro, entre as vítimas do desastre, estava a atriz Yara Amaral.

## Nascimentos
- 2 de janeiro - Germán Cano, futebolista argentino.
- 21 de janeiro - Felipe Neto, youtuber brasileiro.
- 17 de fevereiro - Natascha Kampusch, cidadã austríaca.
- 20 de fevereiro - Rihanna, cantora, atriz e compositora barbadiana.
- 29 de fevereiro - Joel Kim Booster, ator, comediante, produtor e escritor norte-americano.
- 10 de março - Ivan Rakitić, futebolista croata.
- 5 de maio - Adele, cantora e compositora britânica.
- 2 de junho - Sergio Agüero, ex-futebolista argentino.
- 26 de julho - Sabrina Fernandes, socióloga, professora e youtuber brasileira.
- 3 de agosto - Ronald Rios, jornalista e humorista. brasileiro.
- 17 de agosto - Brady Corbet, ator e cineasta estadunidense.
- 18 de agosto - G-Dragon, cantor e compositor sul-coreano.
- 21 de agosto - Robert Lewandowski, futebolista polaco.
- 24 de agosto - Rupert Grint, ator e produtor britânico.
- 14 de outubro - Ocean Vuong, escritor vietnamita-estadunidense.
- 15 de outubro - Mesut Özil, futebolista alemão.
- 5 de novembro - Zach Lu, ator, apresentador de televisão, modelo e roteirista taiwanês.
- 4 de dezembro - Mario Maurer, ator e modelo tailandês.
- 5 de dezembro - Ross Elliot Bagley, ator e comediante americano.

## Mortes
- 7 de março - Divine, foi um ator, drag queen e cantor norte-americano (n. 1945)
- 18 de maio - Anthony Forwood, ator inglês (n. 1915).
- 11 de junho - Giuseppe Saragat, político e quinto Presidente da República Italiana de 1964 a 1971 (n. 1898)
- 30 de junho - Chacrinha, foi um comunicador de rádio e televisão do Brasil, apresentador de programas de auditório (n. 1917)
- 9 de agosto - Ramón Valdés, ator mexicano (n. 1924).
- 14 de agosto - Enzo Ferrari, fundador da Scuderia Ferrari e da fábrica de automóveis Ferrari (n. 1898)
- 24 de agosto - Leonard Frey, ator norte-americano (n. 1938)
- 22 de novembro - Gordon Church, estudante americano assassinado (n. 1960).
- 6 de dezembro - Timothy Patrick Murphy, ator norte-americano (n. 1959).
- 12 de dezembro - Dick Clair, ator, produtor de televisão e roteirista norte-americano (n. 1931).
- 16 de dezembro - Sylvester James, cantor norte-americano (n. 1947)

## Por tema
- 1988 na arte
- 1988 no Brasil
- 1988 na ciência
- 1988 no cinema
- Desastres em 1988
- 1988 no desporto
- Divisões administrativas em 1988
- 1988 nos jogos eletrônicos
- 1988 no jornalismo
- 1988 na literatura
- 1988 na música
- 1988 na política
- 1988 na rádio
- 1988 no teatro
- 1988 na televisão

## Prémio Nobel
- Física - Leon M. Lederman,[12] Melvin Schwartz,[12] Jack Steinberger[12]
- Química - Johann Deisenhofer,[13] Robert Huber,[13] Hartmut Michel[13]
- Medicina - Sir James W. Black,[14] Gertrude B. Elion,[14] George H. Hitchings[14]
- Literatura - Naguib Mahfouz[15]
- Paz - Forças da ONU
- Economia - Maurice Allais

## Epacta e idade da Lua
| Epacta gregoriana | 13 (XIII) |
| Idade da Lua      | Letra o   |